# Großer Preis der Schweiz 1951
Der Große Preis der Schweiz (offiziell XI Grosser Preis der Schweiz) fand am 27. Mai auf der Bremgarten-Rundstrecke in Bern statt und war das erste Rennen der Automobil-Weltmeisterschaft 1951.

## Berichte

### Hintergrund
Die Verhältnisse beim ersten Weltmeisterschaftslauf der neuen Saison änderten sich gegenüber der Endphase der letzten Saison wenig. Weiterhin bestimmten die Alfa Romeo und die Ferrari die Szenerie.
Alfa Romeo hatte am Fahrzeug von Giuseppe Farina einen Zusatztank mit einem Fassungsvermögen von 225 Liter eingebaut, die ein Nachtanken überflüssig machten und so eines der größten Mankos der letzten Saison ausglich. Der Schweizer Toulo de Graffenried und Consalvo Sanesi vervollständigten das Team. Ferrari trat wieder mit Alberto Ascari und Luigi Villoresi an, einen dritten Wagen steuerte Piero Taruffi. Ascari steuerte den neuen Ferrari 375 mit 4,5-Liter-Saugmotor, war aber noch durch Brandverletzungen gehandicapt, die er eine Woche zuvor bei einem Rennen in Genua erlitten hatte. Zwei private gemeldete Ferrari mit dem Schweizer Rudolf Fischer (2,5-Liter-Formel-2-Fahrzeug) und den Briten Peter Whitehead (1,5-Liter-Wagen mit Kompressor) waren auch am Start. Die französischen Talbot-Lago waren mit sechs Fahrzeugen zwar zahlreich vertreten, hatten aber kaum eine Chance, mit den Italienern mitzuhalten, zumal sie ihre Fahrzeuge gegenüber dem Vorjahr kaum weiterentwickelt hatten. Ergänzt wurde das Feld noch um die zwei britischen H.W.M., von denen einer mit Stirling Moss antrat, der hier sein Formel-1-Debüt gab.
Mit Farina und Ascari (jeweils einmal) traten zwei ehemalige Sieger zu diesem Grand Prix an.

### Training und Qualifying
Das Training fand unter komplett trockenen Bedingungen statt. Villoresi nutzte seine Chance, Nummer 1 bei Ferrari zu sein und stellte seinen Wagen mit 2:39,3 Minuten in die erste Startreihe. Im ersten Training hatte er sogar Bestzeit gefahren, konnte diese aber im zweiten Training nicht gegen die Alfa Romeo von Fangio und Farina behaupten. Fangio startete mit einer Zeit von 2:35,9 Minuten von der Pole-Position, Farina war 1,9 Sekunden langsamer. Ascari konnte nur einen Platz in der dritten Reihe ergattern.

### Rennen
Am Renntag begann es heftig zu regnen. Die Veranstalter erlaubten den Fahrern daher eine Inspektionsrunde zu drehen, um sich mit den neuen Verhältnissen vertraut zu machen.
Trotz der schlechten Sicht kamen mit Ausnahme von Peter Hirt, der mit seinem Veritas-Meteor am Start stehen blieb, alle Fahrer heil aus der ersten Runde zurück. Vorne lagen die drei Alfa Romeo mit Fangio an der Spitze vor Farina und Sanesi, gefolgt von Villoresi, der Sanesi nach fünf Runden überholen konnte. In der 13. Runde kam für Villoresi allerdings das Aus, als er im Spray eines vor ihm fahrenden, überrundeten Talbots nichts mehr sehen konnte und in der Forsthauskurve in einer Hecke landete. Er blieb unverletzt. Taruffi kam dagegen mit den Bedingungen gut zurecht. Nach der ersten Runde neunter, überholte er zunächst die privaten Ferrari von Whitehead und Fischer, wurde dann von dem unter Schmerzen fahrenden Ascari vorgewunken, passierte nacheinander de Graffenried und Sanesi und schloss zu Farina auf.
In der 31. Runde brach sich Henry Louveau ein Bein, als sich sein Fahrzeug überschlug. Whitehead kam sechs Runden später bei einem Unfall in der gleichen Kurve mit leichten Verletzungen davon.
Fangio fuhr unangefochten an der Spitze des Feldes mit Ausnahme der Runden 24–28, als er durch seinen Tankstopp hinter Farina – dieser fuhr mit dem Zusatztank und musste nicht nachtanken – zurückgeworfen wurde und gewann das Rennen mit fast einer Minute Vorsprung. Dahinter konnte Taruffi Farina zwei Runden vor Schluss vom zweiten Platz verdrängen und ihn in dieser Zeit noch um 24 Sekunden distanzieren. Moss wurde bei seinem Formel-1-Debüt Achter.

## Meldeliste
| Team                       | Nr. | Fahrer                  | Chassis             | Motor      | Reifen |
| -------------------------- | --- | ----------------------- | ------------------- | ---------- | ------ |
| Ecurie Belge               | 02  | Johnny Claes            | Talbot-Lago T26C-DA | Talbot     | D      |
| Team Philippe Etancelin    | 04  | Philippe Étancelin      | Talbot-Lago T26C-DA | Talbot     | D      |
| Team Yves Giraud-Cabantous | 06  | Yves Giraud-Cabantous   | Talbot-Lago T26C    | Talbot     | D      |
| Ecurie Rosier              | 08  | Louis Rosier            | Talbot-Lago T26C-DA | Talbot     | D      |
| Ecurie Rosier              | 10  | Henri Louveau           | Talbot-Lago T26C    | Talbot     | D      |
| HWM                        | 12  | George Abecassis        | HWM 51              | Alta       | D      |
| HWM                        | 14  | Stirling Moss           | HWM 51              | Alta       | D      |
| Scuderia Ferrari           | 16  | Peter Whitehead         | Ferrari 125         | Ferrari    | D      |
| Scuderia Ferrari           | 18  | Luigi Villoresi         | Ferrari 375         | Ferrari    | D      |
| Scuderia Ferrari           | 20  | Alberto Ascari          | Ferrari 375         | Ferrari    | D      |
| Scuderia Ferrari           | 44  | Piero Taruffi           | Ferrari 375         | Ferrari    | D      |
| Alfa Romeo Motorsport      | 22  | Giuseppe Farina         | Alfa Romeo 159      | Alfa Romeo | P      |
| Alfa Romeo Motorsport      | 24  | Juan Manuel Fangio      | Alfa Romeo 159      | Alfa Romeo | P      |
| Alfa Romeo Motorsport      | 26  | Emmanuel de Graffenried | Alfa Romeo 159      | Alfa Romeo | P      |
| Alfa Romeo Motorsport      | 28  | Consalvo Sanesi         | Alfa Romeo 159      | Alfa Romeo | P      |
| Enrico Platé               | 30  | Louis Chiron            | Maserati 4CLT       | Maserati   | P      |
| Enrico Platé               | 32  | Harry Schell            | Maserati 4CLT       | Maserati   | P      |
| Ecurie Espadon             | 38  | Rudolf Fischer          | Ferrari 212 F1      | Ferrari    | P      |
| Ecurie Belgique            | 40  | Guy Mairesse            | Talbot-Lago T26C    | Talbot     | D      |
| Team José Froilán González | 42  | José Froilán González   | Talbot-Lago T26C-DA | Talbot     | D      |
| Ecurie Espadon             | 52  | Peter Hirt              | Veritas-Meteor      | Veritas    | D      |

## Klassifikation

### Startaufstellung
| Pos. | Fahrer                  | Konstrukteur   | Zeit   | Startreihe |
| ---- | ----------------------- | -------------- | ------ | ---------- |
| 01   | Juan Manuel Fangio      | Alfa Romeo     | 2:35,9 | 1R         |
| 02   | Giuseppe Farina         | Alfa Romeo     | 2:37,8 | 1M         |
| 03   | Luigi Villoresi         | Ferrari        | 2:39,3 | 1L         |
| 04   | Consalvo Sanesi         | Alfa Romeo     | 2:40,3 | 2R         |
| 05   | Emmanuel de Graffenried | Alfa Romeo     | 2:41,8 | 2L         |
| 06   | Piero Taruffi           | Ferrari        | 2:45,2 | 3R         |
| 07   | Alberto Ascari          | Ferrari        | 2:46,0 | 3M         |
| 08   | Louis Rosier            | Talbot-Lago    | 2:52,7 | 3L         |
| 09   | Peter Whitehead         | Ferrari        | 2:52,9 | 4R         |
| 10   | Rudolf Fischer          | Ferrari        | 2:54,1 | 4L         |
| 11   | Henri Louveau           | Talbot-Lago    | 2:56,2 | 5R         |
| 12   | Philippe Étancelin      | Talbot-Lago    | 2:57,3 | 5M         |
| 13   | José Froilán González   | Talbot-Lago    | 2:57,3 | 5L         |
| 14   | Stirling Moss           | HWM            | 2:58,4 | 6R         |
| 15   | Yves Giraud-Cabantous   | Talbot-Lago    | 3:00,3 | 6L         |
| 16   | Peter Hirt              | Veritas-Meteor | 3:01,6 | 7R         |
| 17   | Harry Schell            | Maserati       | 3:02,4 | 7M         |
| 18   | Johnny Claes            | Talbot-Lago    | 3:02,5 | 7L         |
| 19   | Louis Chiron            | Maserati       | 3:03,1 | 8R         |
| 20   | George Abecassis        | HWM            | 3:03,8 | 8L         |
| 21   | Guy Mairesse            | Talbot-Lago    | 3:12,0 | 9M         |

## Rennergebnis
| Pos. | Fahrer                  | Konstrukteur   | Runden | Zeit        | Start | Schnellste Runde |
| ---- | ----------------------- | -------------- | ------ | ----------- | ----- | ---------------- |
| 01   | Juan Manuel Fangio      | Alfa Romeo     | 42     | 2:07:53,64  | 01    | 2:51,1 (33.)     |
| 02   | Piero Taruffi           | Ferrari        | 42     | + 55,24     | 06    |                  |
| 03   | Giuseppe Farina         | Alfa Romeo     | 42     | + 1:19,31   | 02    |                  |
| 04   | Consalvo Sanesi         | Alfa Romeo     | 41     | + 1 Runde   | 04    |                  |
| 05   | Emmanuel de Graffenried | Alfa Romeo     | 40     | + 2 Runden  | 05    |                  |
| 06   | Alberto Ascari          | Ferrari        | 40     | + 2 Runden  | 07    |                  |
| 07   | Louis Chiron            | Maserati       | 40     | + 2 Runden  | 19    |                  |
| 08   | Stirling Moss           | HWM            | 40     | + 2 Runden  | 14    |                  |
| 09   | Louis Rosier            | Talbot-Lago    | 39     | + 3 Runden  | 08    | 3:09,0           |
| 10   | Philippe Étancelin      | Talbot-Lago    | 39     | + 3 Runden  | 12    | 3:13,7           |
| 11   | Rudolf Fischer          | Ferrari        | 39     | + 3 Runden  | 10    |                  |
| 12   | Harry Schell            | Maserati       | 38     | + 4 Runden  | 17    |                  |
| 13   | Johnny Claes            | Talbot-Lago    | 35     | + 7 Runden  | 18    | 3:24,9           |
| 14   | Guy Mairesse            | Talbot-Lago    | 31     | + 11 Runden | 21    | 3:27,0           |
| –    | Peter Whitehead         | Ferrari        | 36     | DNF         | 09    |                  |
| –    | Henri Louveau           | Talbot-Lago    | 30     | DNF         | 11    | 3:06,9           |
| –    | George Abecassis        | HWM            | 23     | DNF         | 20    |                  |
| –    | Yves Giraud-Cabantous   | Talbot-Lago    | 14     | DNF         | 15    | 3:29,5           |
| –    | Luigi Villoresi         | Ferrari        | 12     | DNF         | 03    |                  |
| –    | José Froilán González   | Talbot-Lago    | 10     | DNF         | 13    | 3:25,8           |
| –    | Peter Hirt              | Veritas-Meteor | 0      | DNF         | 16    |                  |

## WM-Stand nach dem Rennen
Die ersten fünf bekamen 8, 6, 4, 3 bzw. 2 Punkte; einen Punkt gab es für die schnellste Runde. Es zählten nur die vier besten Ergebnisse aus acht Rennen.

### Fahrerwertung
| Pos. | Fahrer                  | Konstrukteur | Punkte |
| ---- | ----------------------- | ------------ | ------ |
| 01   | Juan Manuel Fangio      | Alfa Romeo   | 9      |
| 02   | Piero Taruffi           | Ferrari      | 6      |
| 03   | Giuseppe Farina         | Alfa Romeo   | 4      |
| 04   | Consalvo Sanesi         | Alfa Romeo   | 3      |
| 05   | Emmanuel de Graffenried | Alfa Romeo   | 2      |
| 06   | Alberto Ascari          | Ferrari      | 0      |
| 07   | Louis Chiron            | Maserati     | 0      |
| 08   | Stirling Moss           | HWM          | 0      |
| 09   | Louis Rosier            | Talbot-Lago  | 0      |
| 10   | Philippe Étancelin      | Talbot-Lago  | 0      |
| 11   | Rudolf Fischer          | Ferrari      | 0      |

| Pos. | Fahrer                | Konstrukteur   | Punkte |
| ---- | --------------------- | -------------- | ------ |
| 12   | Harry Schell          | Maserati       | 0      |
| 13   | Johnny Claes          | Talbot-Lago    | 0      |
| 14   | Guy Mairesse          | Talbot-Lago    | 0      |
| –    | Peter Whitehead       | Ferrari        | 0      |
| –    | Henri Louveau         | Talbot-Lago    | 0      |
| –    | George Abecassis      | HWM            | 0      |
| –    | Yves Giraud-Cabantous | Talbot-Lago    | 0      |
| –    | Luigi Villoresi       | Ferrari        | 0      |
| –    | José Froilán González | Talbot-Lago    | 0      |
| –    | Peter Hirt            | Veritas-Meteor | 0      |